# Saša Obradović
Saša Obradović (in serbo Саша Обрадовић?; Belgrado, 29 gennaio 1969) è un ex cestista e allenatore di pallacanestro serbo, fino al 2003 jugoslavo.

## Carriera
Con la Jugoslavia ha disputato due edizioni dei Giochi olimpici (Atlanta 1996, Sydney 2000), i Campionati mondiali del 1998 e quattro edizioni dei Campionati europei (1995, 1997, 1999, 2001).

## Palmarès

### Giocatore
- YUBA liga: 3

Stella Rossa Belgrado: 1992-93, 1993-94
Budućnost: 2000-01
- Campionato tedesco: 1

Alba Berlino: 1996-97
- Coppa di Germania: 3

Alba Berlino: 1997
Colonia 99ers: 2004, 2005
- Coppa di Jugoslavia: 1

Budućnost: 2001
- Coppa Korać: 1

Alba Berlino: 1994-95

### Allenatore
- Campionato tedesco: 1

Colonia 99ers: 2005-2006
- Campionato francese: 2

Monaco: 2022-2023, 2023-2024
- Coppa di Germania: 4

Colonia 99ers: 2007
Alba Berlino: 2013, 2014, 2016
- Coppa di Russia: 1

Lokomotiv Kuban': 2017-2018
- Coppa di Francia: 1

Monaco: 2022-2023
- Supercoppa tedesca: 3

Cologne 99ers: 2006
Alba Berlino: 2013, 2014
- Basketball-Bundesliga Allenatore dell'anno: 1

ALBA Berlin: 2014-2015
- Eurocup Coach of the Year: 1

Lokomotiv Kuban': 2017-2018